# Стефан (Проценко)

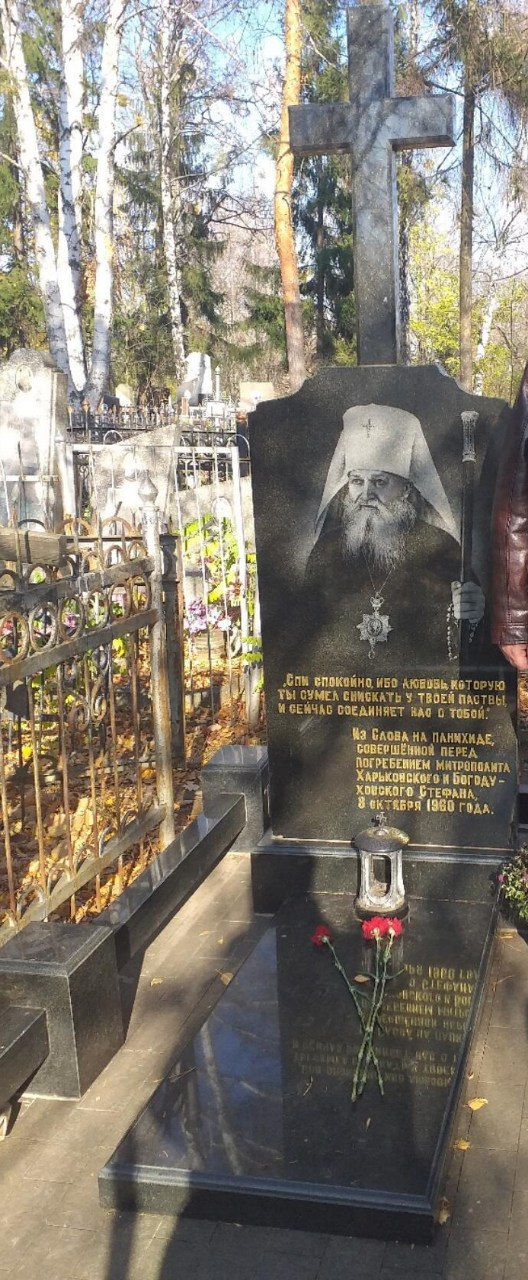
Могила митрополита Стефана (Проценко)

Митрополит Стефан (в миру Степан Максимович Проценко; 2 (15) августа 1889, село Палеевка, Глуховский уезд, Харьковская губерния — 6 октября 1960, Харьков) — епископ Русской православной церкви, митрополит Харьковский и Богодуховский.

## Биография
Родился 2 (15) августа 1889 года в селе Палеевка (ныне Сумская область) в семье сельского учителя. Окончил Агрономический институт и несколько лет был преподавателем.
В 1918 году окончил 3 курса Киевской духовной академии.
В 1922 году окончил Нежинский историко-филологический институт.
5 марта 1922 году рукоположён во иерея с обетом безбрачия, назначен настоятелем Свято-Троицкой церкви села Носовки Черниговской губернии.
В том же году пострижен в монашество, рукоположён в сан иеромонаха. 24 ноября 1922 года возведен в сан архимандрита.
8 сентября 1926 года хиротонисан в Нижнем Новгороде во епископа Козелецкого, викария Черниговской епархии.
С 1926 по 1928 годы проживал в Харькове без права выезда.
В 1931 году пребывал в заключении.
28 октября 1932 года назначен на Черниговскую и Козелецкую епархию.
23 июля 1936 года арестован и 2 июня 1937 года, без ссылки на статью закона, особым совещанием при НКВД СССР приговорён к 5 годам заключения по обвинению в руководстве нелегально существующей контрреволюционной организацией церковников и проведении активных антисоветских действий. Отбывал наказание в Красноярском исправтрудлагере, откуда освобожден 15 мая 1942 года.
13 июля 1942 года назначен на Уфимскую епархию «с пребыванием в г. Уфе». 10 октября 1942 года возведён в сан архиепископа.
8 сентября 1943 года Принял участие в Архиерейском Соборе, избравшем митрополита Сергия Патриархом Московским и всея Руси.
25 августа 1944 года назначен архиепископом Полтавским и Кременчугским.
В 1945 году награждён правом ношения креста на клобуке.
2 июня 1945 года стал архиепископом Харьковским и Богодуховским.
В 1947 году награждён медалью «За доблестный труд во время Великой Отечественной войны 1941—1945 гг.».
15 июня 1958 года в Благовещенском соборе Харькова возглавил хиротонию архимандрита Алипия (Хотовицкого) во епископа Полтавского и Кременчугского.
25 февраля 1959 года возведён в сан митрополита.
Скончался 6 октября 1960 года в Харькове. При погребении митрополита власти запретили обносить гроб с его телом вокруг кафедрального собора, и процессию пришлось совершить внутри храма.
Могила митрополита находится на 8-м (Лысогорском) кладбище Харькова, рядом с могилами нескольких монахов.